# Louise Lambrichs
Pour les articles homonymes, voir Lambrichs.
Œuvres principales
- Le Jeu du roman   (1995)
- À ton image (1998) Les Amants de V. (2022)
- Nous ne verrons jamais Vukovar (2005), Comme en 14 ? Contribution à l'écriture de notre histoire (2014)

Louise L. Lambrichs, de son nom complet Louise Lambert Lambrichs, est une romancière, essayiste et poète française née le 2 mai 1952 à Boulogne-Billancourt dans les Hauts-de-Seine.
Louise L. Lambrichs s'est particulièrement illustrée dans le domaine de la réflexion sur la pensée médicale et les relations entre médecine et psychanalyse, puis s'est mobilisée lors de la guerre en Yougoslavie pour comprendre les racines idéologiques de ce conflit. Elle a fini par mettre en cause le traitement de ce conflit par le Tribunal Pénal International, fondé lui-même sur un déni majeur passé jusqu'ici inaperçu. En marge de son travail de romancière, elle poursuit son travail d'éclairage de l'opinion, pour lever ce déni et combattre la répétition mortifère.

## Biographie

### Premières années
Louise L. Lambrichs naît en 1952 dans une famille orientée vers la littérature. Son père, Georges Lambrichs, est un éditeur, écrivain et critique littéraire belge, tandis que sa mère, Gilberte Lambrichs, traductrice, publie ses textes (pièces de théâtre, nouvelles, roman) sous le pseudonyme de Constance Delaunay.
À l'âge de 8 ans, Louise L. Lambrichs est naturalisée française. Elle est scolarisée à l'école primaire du 85, boulevard Raspail, puis au lycée Victor-Duruy à Paris et s'engage après le baccalauréat dans des études de philosophie.

### Engagements et travaux
Après ses études, Louise L. Lambrichs se tourne un temps vers l'enseignement, puis occupe des postes de rédactrice, d'attachée de presse et de chef de fabrication chez différents éditeurs. Au cours de sa carrière, elle a notamment publié des articles critiques dans les journaux La Croix (sous le nom « Louise Lambert ») et Le Monde de l'éducation. À la fin des années 1980, elle publie son premier roman, Le Cercle des sorcières, qui interroge la question de la transmission de la folie dans la famille, puis, en 1992, Journal d'Hannah où surgit, dans sa lignée, la mémoire de la Shoah.
Peu avant le déclenchement de la guerre en ex-Yougoslavie en 1991, Louise L. Lambrichs et son compagnon Mirko Grmek s'inquiètent des discours nationalistes et de la propagande du régime de Milošević. Au cours de la guerre et encore après le conflit, Louise L. Lambrichs critique fortement les décisions prises par l'ONU et par le gouvernement français sous la présidence de François Mitterrand. Elle accuse en particulier François Mitterrand de soutenir le régime de Belgrade, en toute ignorance de l'idéologie mise en œuvre par Milošević, et elle montre - comme d'autres l'ont fait, tel David S. Rohde - que les décisions de l'ONU ont aidé les nationalistes serbes dans la réalisation de leur objectif de conquête territoriale en Bosnie et en Croatie. Louise Lambrichs conteste la version des faits selon laquelle les responsabilités des Républiques issues de l'ex-Yougoslavie auraient des responsabilités comparables, et elle désigne l’État serbe dirigé par Milošević comme le premier agresseur, les Croates et les Bosniaques n'ayant fait au départ que se défendre de façon légitime. En 2005, elle publie une analyse d'ensemble de cette guerre dans l'ouvrage Nous ne verrons jamais Vukovar, dans lequel elle met en évidence le mécanisme de répétition génocidaire. Cet ouvrage prend pour point de départ une analyse et une interprétation de l'œuvre et des positions de Peter Handke, auteur autrichien qui s'est illustré par ses doutes persistants quant à la culpabilité de Milošević. Cette analyse des textes et des prises de position de Peter Handke avait été précédemment publiée en 2003 dans l'ouvrage Le cas Handke, conversation à bâtons rompus. Elle réactualise et complètement encore ce travail, en l'accompagnant de nouveaux documents, et en publie une version définitive en 2014 sous le titre : Comme en 14 ? Contribution à l'écriture de notre histoire.
Tout en poursuivant son oeuvre de romancière, Louise L. Lambrichs s'intéresse particulièrement à la pensée et à l'épistémologie médicales, à l'histoire de la médecine, à l'épistémologie médicale et à la psychanalyse. De 2000 à 2005, elle enseigne l'Histoire de la pensée médicale à la faculté de médecine de Créteil.
En 2002, elle coécrit avec Caroline Eliacheff le scénario du film La Fleur du mal réalisé par Claude Chabrol et sorti en 2004.
En 2010, elle soutient à la Sorbonne une thèse sur travaux, La littérature à l'épreuve du réel, dans laquelle elle explique comment et suivant quelle méthode elle a pu mettre au jour le mécanisme de répétition génocidaire dans les Balkans. Cet essai transdisciplinaire, qui reconstruit l'ensemble de son trajet, a été publié aux Éditions Universitaires Européennes.
En 2011, Louise L. Lambrichs devient chargée d'enseignement à l'Institut d'études politiques de Paris (Sciences Po), où elle enseigne « L'Art littéraire » deux heures par semaine au sein des « ateliers artistiques » proposés par l'IEP. Outre une réflexion sur les thèmes de la vérité, du réel et de l'imaginaire, l'accent est mis sur la littérature relative à la guerre en ex-Yougoslavie, et sur les prises de position diverses des écrivains.
En 2014, Louise L. Lambrichs reprend l'ensemble de son travail sur la répétition génocidaire en ex-Yougoslavie pour le compléter, et le publie sous le titre Comme en 14 ? Contribution à l'écriture de notre histoire.
Depuis 2020, elle a publié plusieurs recueils de poèmes, en dialogue avec des dessins de Granjabiel, tout en poursuivant son oeuvre de romancière.

## Publications
- 1987 : Le Cercle des sorcières, La Différence (roman)
- 1993 : La Vérité médicale : Claude Bernard, Louis Pasteur, Sigmund Freud : légendes et réalités de notre médecine, Robert Laffont, réédité en 2001
- 1993 : Journal d'Hannah, La Différence, réédité dans différentes collections (roman)
- 1995 : Le Jeu du roman, La Différence, réédité chez Points Seuil en 1998, roman ayant obtenu le Prix Renaudot des lycéens[9] en 1995.
- 1995 : Le Livre de Pierre : Psychisme et cancer, La Différence (essai)
- 1996 : Petit cryptionnaire des expressions françaises, La Différence (hors commerce)
- 1998 : À ton image, Éditions de l'Olivier, réédité en 2004 chez Éditions du Seuil, roman adapté au cinéma (voir À ton image) en 2004.
- 1998 : Les Révoltés de Villefranche, Éditions du Seuil, étude cosignée avec Mirko Grmek au sujet de la mutinerie de septembre 1943 d'un bataillon de Waffen SS croates envoyés à Villefranche-de-Rouergue.
- 2001 : Mirko D. Grmek, un humaniste européen engagé, au sein de l'ouvrage La Vie, les maladies et l'histoire de Mirko Grmek
- 2001 : Chemin faisant, Inventaire/Invention
- 2001 : Naître... et naître encore, Éditions Albin Michel
- 2002 : Aloïs ou La nuit devant nous, Éditions L'Olivier (roman)
- 2003 : Le cas Handke, conversation à bâtons rompus, Inventaire/Invention, essai dans lequel l'auteure analyse la personnalité et l'œuvre de Peter Handke pour comprendre ce qui le pousse à prendre la défense de la Serbie lors de la guerre en ex-Yougoslavie.
- 2005 : Nous ne verrons jamais Vukovar, Éditions Philippe Rey, essai engagé dans lequel l'auteure explique sa lecture de la guerre en ex-Yougoslavie, et analyse les erreurs et la « mauvaise foi » des autorités internationales et françaises. Les 78 premières pages de l'ouvrage correspondent à la précédente publication de l'auteure parue sous le titre Le cas Handke, conversation à bâtons rompus[10].
- 2006 : L'Invention sociale: À l'écoute de Bertrand Schwartz, Éditions Philippe Rey
- 2007 : L'effet papillon, Inventaire/Invention
- 2009 : Puisqu'ils n'en diront rien : La violence faite aux bébés, Bayard Centurion
- 2010 : La littérature à l'épreuve du réel, Éditions Universitaires Européennes
- 2011 : Le Livre de Pierre, psychisme et cancer, nouvelle édition revue et augmentée, Seuil
- 2012 : Chemin faisant, Éditions Jets d'encre (nouvelle édition augmentée, avec des dessins de Granjabiel).
- 2013 : Le rêve de Sonja, roman, La Rumeur Libre
- 2013 : Petit cryptionnaire des expressions françaises, Editions Jets d'encre (nouvelle édition augmentée, avec des dessins de Granjabiel)
- 2014 : Histoire de la pensée médicale contemporaine, Évolutions, découvertes, controverses, Seuil
- 2014 : Comme en 14? Contribution à l'écriture de notre histoire, La Rumeur Libre
- 2016 : Escapade, Conversation 2015-2016 (avec Ph. Bouret), La Rumeur Libre
- 2016 : Le concept de pathocénose de M. D. Grmek, Une conceptualisation novatrice de l'histoire des maladies (dir. avec J. Coste, EPHE, Paris, et B. Fantini, Institut d’Histoire de la médecine et de la Santé, Genève), Droz, Genève
- 2017 : Quelques lettres d'elle, La Rumeur Libre (roman)
- 2019 : Malpensa, La Rumeur Libre (roman)
- 2020 : Bris & collages, , avec des dessins de Granjabiel, Editions Pétra (poèmes)
- 2021 : L'Echappée vive, avec des photographies de Michel Séméniako, éditions Trans Photographic Press (poèmes)
- 2022 : Les Amants de V., La Rumeur Libre (roman)
- 2023 : Pénombres et variations, avec des dessins de Granjabiel, éditions Pétra (poèmes)
- 2024 : Sur le fil, envolées, avec des dessins de Granjabiel, Éditions Douro (poèmes)
- 2024: La vie, ça finira un dimanche, La Rumeur Libre (récit amoureux)